# ТЕС Аз-Зур-Південь
ТЕС Аз-Зур-Південь – теплова електростанція в Кувейті, за вісім десятків кілометрів на південний схід від його столиці міста Ель-Кувейт. 
Станцію Аз-Зур-Південь започаткувала введена в експлуатацію у 1987 – 1989 роках черга із восьми парових турбін потужністю по 300 МВт (можливо відзначити, що у 1980-х в Кувейті спорудили або уклали контракти на зведення одразу трьох таких черг – інші відносились до ТЕС Доха та Сабія). Крім того, тут запустили чотири встановлені на роботу у відкритому циклі газові турбіни потужністю по 27,8 МВт. 
У 2004-му ТЕС розширили за рахунок восьми встановлених на роботу у відкритому циклі газових турбін потужністю по 130 МВт (показник вказано при типовій для Кувейта високій температурі повітря, тоді як номінальна потужність цих турбін при стандартних 15 градусах за Цельсієм становить аж 163 МВт). В 2010-му їх використали для створення комбінованого парогазового циклу, для чого під’єднали через котли-утилізатори до двох парових турбін потужністю по 280 МВт. Таким чином, утворилось два блоки, кожен з яких має 4 газові турбіни, 4 котла та 1 парову турбіну. 
Ще до завершення зазначених вище парогазових блоків, у 2008-му, на майданчику стали до ладу п’ять встановлених на роботу у відкритому циклі газових турбін потужністю по 165 МВт. А в 2013-му з них створили ще один парогазовий блок, в якому через п’ять котлів-утилізаторів живляться дві парові турбіни потужністю по 185 МВт.
Нарешті, в 2015-му станцію підсилили ще двома встановленими на роботу у відкритому циклі газовими турбінами потужністю по 250 МВт, що довело її загальний показник до 5806 МВт. При цьому до 2019 року станція була найпотужнішою в країні, поступившись потім ТЕС Сабія. Втім, з урахуванням спорудженої приватним капіталом сусідньої ТЕС Аз-Зур-Північ майданчик Аз-Зур все-рівно залишається ведучим за встановленою потужністю. Також можливо відзначити, що поряд з цим майданчиком в кінці 2010-х почався запуск одного з найбільших в світі нафтопереробних заводів Аз-Зур, котрий буде здатний переробляти понад 30 млн тон нафти на рік та потребуватиме великої кількості електроенергії.
Як паливо станція використовувала нафтопродукти, проте з 2013-го почала також споживати блакитне паливо. Останнє можливо отримувати по трубопроводу Міна-аль-Ахмаді – Аз-Зур, а з 2021-го також від розташованого неподалік терміналу ЗПГ Аз-Зур. 
Для охолодження використовують морську воду.
Зв’язок із енергосистемою країни відбувається по ЛЕП, розрахованим на напругу 275 кВ та 132 кВ.

## Опріснення води
Як і всі інші електростанції Кувейту, Аз-Зур-Південь створювалась як інтегрований проект, де залишкове тепло спрямовується на виробництво прісної води. Так, разом з першою чергою в 1988 – 1989 роках ввели в експлуатацію вісім ліній, а до 2001-го на майданчику з’явилось шістнадцять ліній з опріснення. Вони мають одиничну потужність майже у 33 млн літрів на добу, а всього Аз-Зур-Південь може видавати 525 млн літрів прісної води на добу.